# نبال ثوابته
نبال ثوابته (انگلیسی: Nibal Thawabteh؛ زادهٔ ۱ ژانویهٔ ۲۰۰۰) اهل دولت فلسطین و فعال حقوق زنان است.
وی همچنین برندهٔ جوایزی همچون جایزه بین‌المللی زنان شجاع شده‌است.